# Поліванський Юрій Володимирович
Ю́рій Володи́мирович Поліва́нський — молодший сержант Збройних сил України.

## Нагороди
За особисту мужність і героїзм, виявлені у захисті державного суверенітету та територіальної цілісності України, вірність військовій присязі під час російсько-української війни
- нагороджений орденом «За мужність» III ступеня (25.3.2015).
- медаллю Захиснику Вітчизни[1]